# Денні Рош
Денні Рош (англ. Danni Roche, 25 травня 1970) — австралійська хокеїстка на траві.
Олімпійська чемпіонка 1996 року.